# とくしまCITY

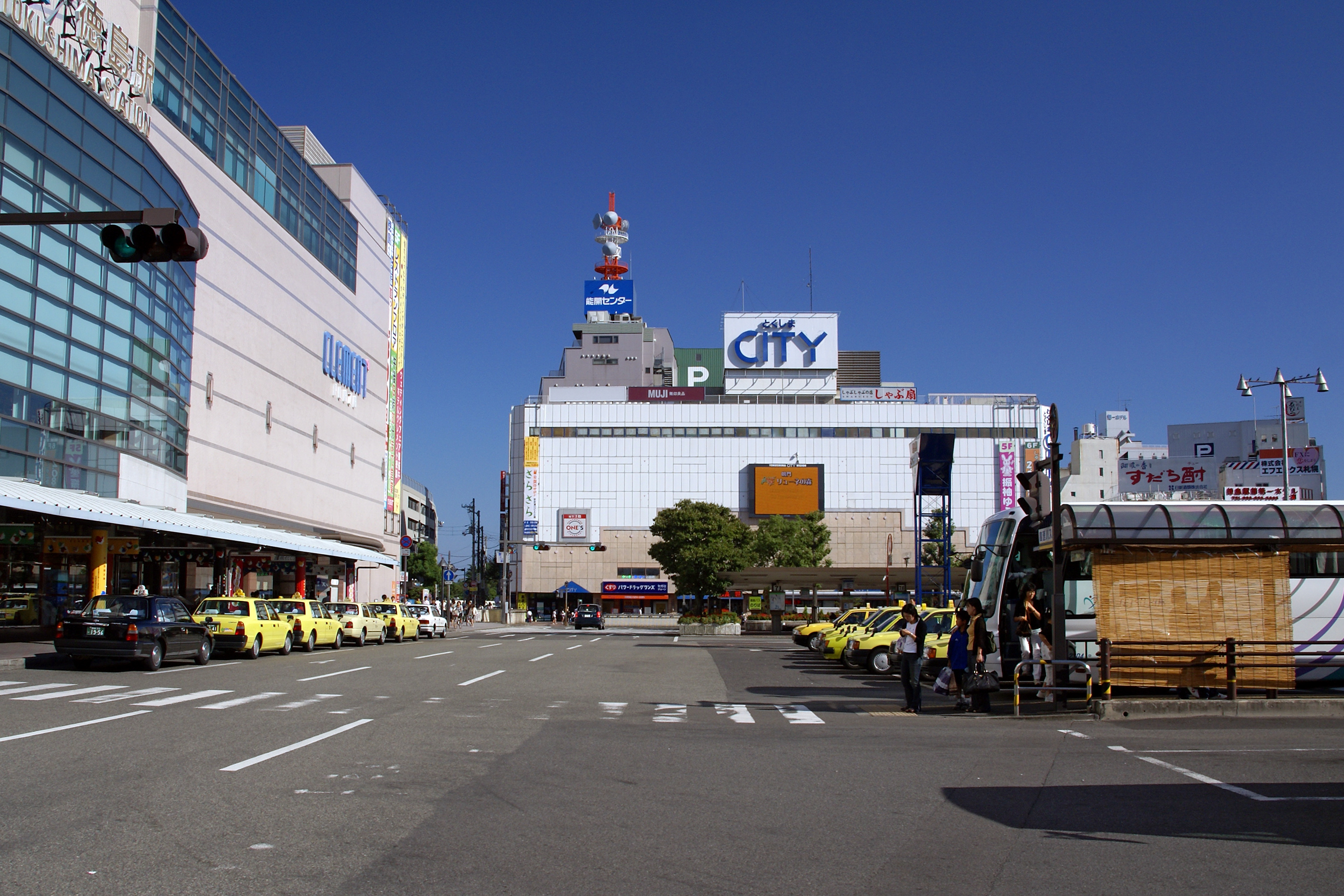
とくしまCITYの正面。左:徳島駅、右:バスターミナル。2007年撮影。

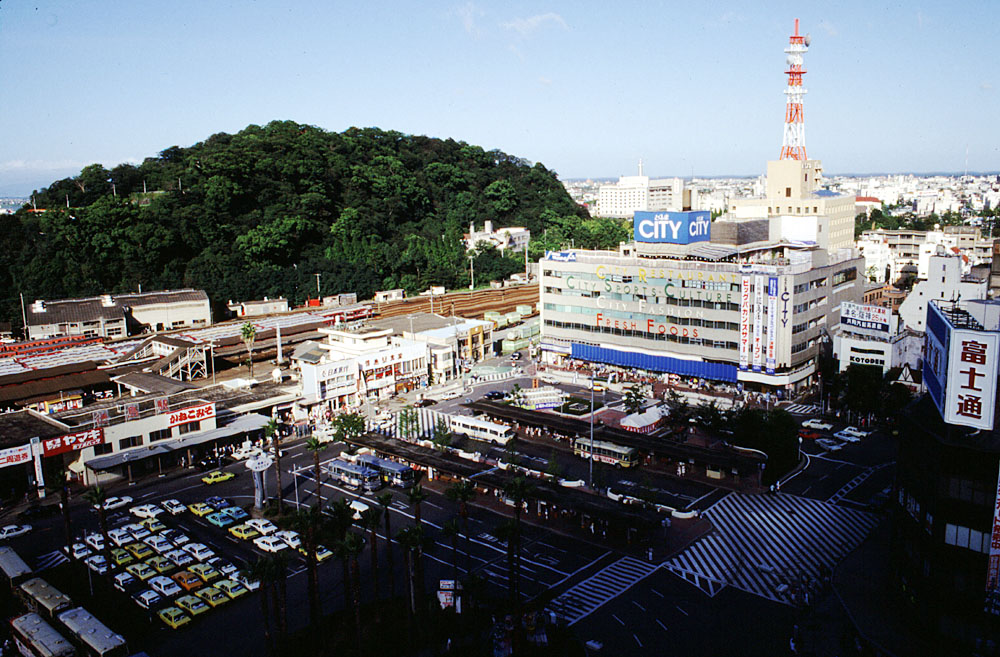
1987年のとくしまCITY。左奥の山は城山。

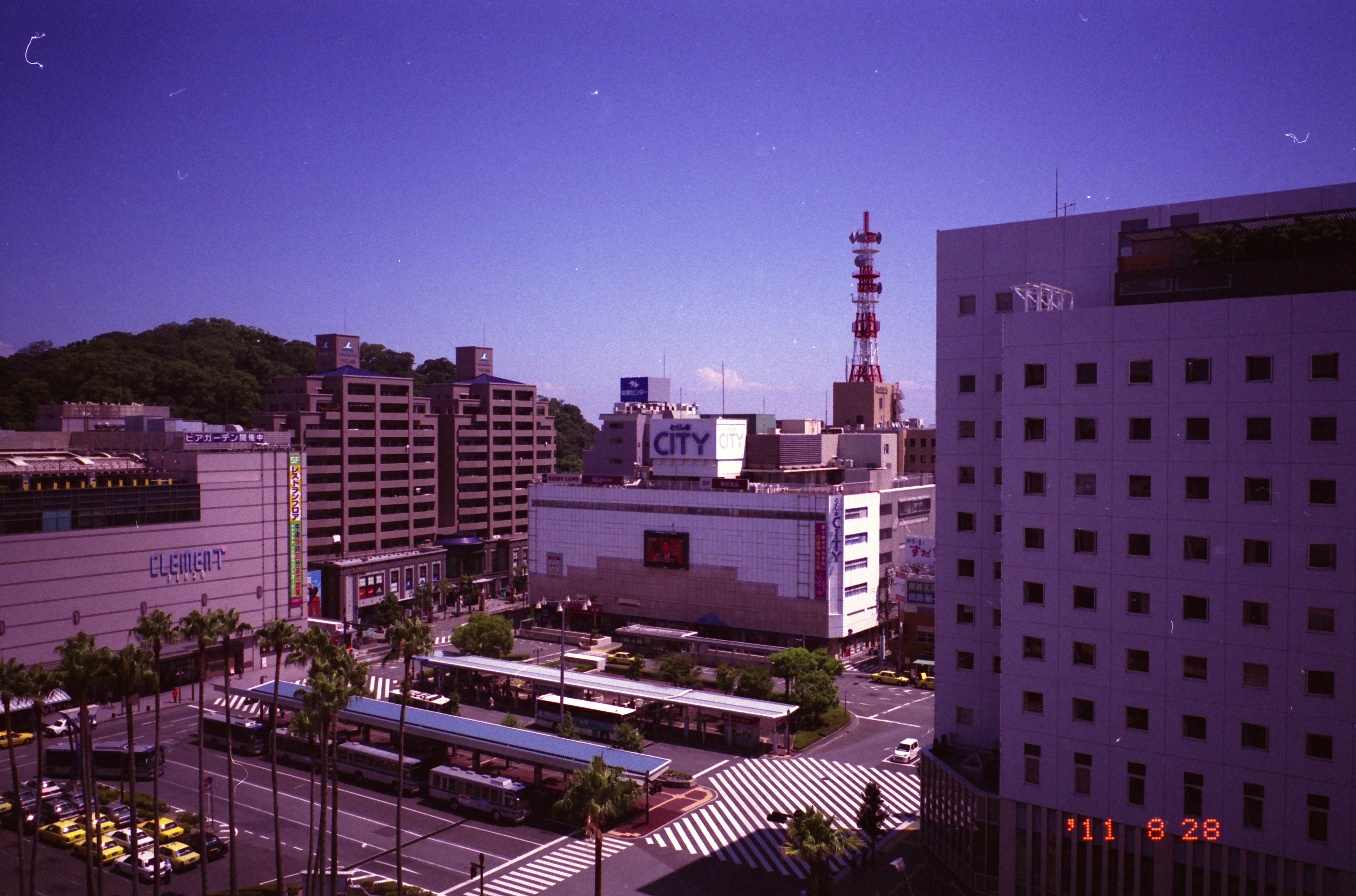
ほぼ同じアングルから観る2011年の様子。城山方面にマンションや大きな駅ビルが建ち、CITYにも'87年にはなかったオーロラビジョンが増設されている。

とくしまCITY（とくしまシティ）は、徳島県徳島市の四国旅客鉄道（JR四国）徳島駅東側にあったショッピングセンター。

## 概要
徳島バス本社などが入居していた1963年（昭和38年）に建設されたビルを増改築して、1972年（昭和47年）9月に「南海ショッピングプラザ」として開店したのが始まりである。その後、徳島そごうの開業に対抗するために全面的に改装を行ってファッションビルへ転換を図り、1983年（昭和58年）3月18日に「とくしまCITY」として新装開業した。
しかし、郊外への大型商業施設の開業により、競争が激化すると共に当店の立地する中心市街地の空洞化が進展したことから業績が低迷し、2003年（平成15年）3月期が売上高約22.42億円で約1.35億円の損失、2004年（平成16年）3月期が売上高約19.37億円で約1.66億円の損失と減収減益で連続の赤字に陥った。
こうした業績の低迷に加えて、南海電気鉄道自体が関連会社の整理・再編による業績改善に取り組んでいたことから、2004年（平成16年）9月30日にビルの共同所有者であった株式会社濱口商店に株式会社南海徳島ビルディングの全株式を譲渡して運営から撤退した（のちに株式会社徳島シティビルディングに社名変更）。その後は、濱口商店が「徳島シティ事業部」として事業を引き継いで営業を続けた。
しかし、商店街の空洞化などの影響で低迷し、末期には1階にも空き店舗が生じるような状況となっており、建築後50年を経て建物の老朽化も進んでいた。このため、2013年（平成25年）7月21日に閉店してその歴史に終止符を打った。
閉店後も1階の徳バス観光サービスは同年8月中旬まで営業し、同月から2014年（平成26年）3月下旬までかけて建物が解体されることになった。
徳島駅や高速バス乗り場に隣接する公共交通での利便性の高い場所にあり、建物は塔屋付きの地上6階・地下1階建てであった。
跡地利用は当初決まっていなかったが、その利便性から最高の立地であるとしてダイワロイネットホテル進出を目指していることが、2013年（平成25年）11月28日に明らかになり、地権者との調整が進められることになった。その後、同ホテルを運営する大和ハウス工業グループにより9階建てのビルの建設が進められ、1階に高速バスのチケットセンターなどが入居し、3階以上に宿泊特化型のホテル「ダイワロイネットホテル徳島駅前」が2015年（平成27年）10月に開業することが決定。2015年10月21日にとくしまCITY跡地にダイワロイネットホテル徳島駅前がオープンした。宿泊室数は徳島駅周辺のホテルでは2番目の規模を誇る。

## 歴史
- 1963年（昭和38年）3月18日 - 法人設立設立[8]。同年に徳島バスの本社などが入居するビルが完成[4]。
- 1972年（昭和47年） - 「南海ショッピングプラザ」として開店[4]。
- 1983年（昭和58年）3月18日 - 「とくしまCITY」として新装開店[2]。
- 2004年（平成16年）9月30日 - 南海電気鉄道が運営から撤退[8]。
- 2005年（平成17年） - 株式会社南海徳島ビルディングが、株式会社徳島シティビルディングに社名変更。
- 2013年（平成25年）7月21日 - 閉店[3]。
  - （1階徳バス観光サービスは8月中旬まで営業[7]。）
- 2013年（平成25年）8月 - 建物解体[6]。
- 2014年（平成26年）3月下旬 - 建物解体完了。

## 主なテナント
若者向けの衣料・雑貨を中心に、無印良品やユニクロなどの有名チェーン店などが入居していた。
また、1階には徳バス観光サービスが入居していた。

### 付帯設備
外壁に315インチ（横6.4m×縦4.8m）のLED大型ビジョン「とくしまCITYビジョン」が設置されていた。公衆無線LANのアクセスポイントの機能もあり、徳島駅前エリアで無線LANを使用可能であった。

## 周辺
- フレシアとくしま - 道を挟んで隣接
- 一番町商店街
- 四国旅客鉄道（JR四国）徳島駅・クレメントプラザ
- 徳島名店街
- ヨンデンプラザ徳島
- 県道13号
- アミコビル（そごう徳島店（2020年8月閉店））

## 最寄駅
四国旅客鉄道（JR四国）高徳線・徳島線・牟岐線 「徳島駅」 南口、徒歩1分

## かつての関連会社
南海グループに属していたが、2004年（平成16年）9月30日に全株式を譲渡して運営から撤退した。
- 南海電気鉄道 - 2004年（平成16年）9月30日まで100%の株式を所有する親会社であった[8]。
- 徳島バス - かつて当店のビルに本社が入居していた[4]。南海電鉄グループのバス会社。
- CITY - 南海電鉄グループの商業施設で、大阪府内に数店舗出店している。